# Richmondville (Nueva York)
Richmondville es un pueblo ubicado en el Condado de Schoharie en el estado estadounidense de Nueva York. En el año 2000 tenía una población de 2,412 habitantes y una densidad poblacional de 31 personas por km².

## Geografía
Richmondville se encuentra ubicado en las coordenadas 42°38′2″N 74°34′0″O / 42.63389, -74.56667.

## Demografía
Según la Oficina del Censo en 2000 los ingresos medios por hogar en la localidad eran de $34,761, y los ingresos medios por familia eran $38,466. Los hombres tenían unos ingresos medios de $30,466 frente a los $22,738 para las mujeres. La renta per cápita para la localidad era de $17,188. Alrededor del 8.2% de la población estaban por debajo del umbral de pobreza.